# Tatjana Kusnetsova
Tatjana Dmitrijevna Kusnetsova (russisk: Татьяна Дмитриевна Кузнецова ; født 14. juli 1941, død 28 august 2018) er en russisk kosmonautaspirant, der aldrig fløj i rummet. Hun fungerede som kosmonautaspirant til 1969, hvor hun stoppede sin karriere.

## Karriere
I 1962 blev hun udvalgt til kosmonautkorpset, fordi hun havde dyrket faldskærmsudspring. Ud af mere end 400 ansøgere blev 5 udvalgt: Tatjana Kusnetsova, Irina Solovjova (russisk: Ирина Баяновна Соловьёва), Sjanna Jorkina (russisk: Жанна Дмитриевна Ёркина), Valentina Ponomarjova (russisk: Валентина Леонидовна Пономарёва), og Valentina Teresjkova.